# Seminário Teológico de Princeton
O Seminário Teológico de Princeton (em inglês: Princeton Theological Seminary; PTS) é uma seminário teológico da Igreja Presbiteriana dos EUA, localizado no distrito de Princeton, Nova Jérsei nos Estados Unidos. Embora localizado próximo à Universidade de Princeton, as duas instituições são independentes uma da outra. 

## História
O plano de estabelecer um seminário teológico em Princeton era no interesse de fazer avançar e estender o currículo teológico. A intenção educacional era ir além do curso de artes liberais, criando uma pós-graduação e uma escola profissionalizante em teologia. O plano foi aprovado com entusiasmo por parte das autoridades do Colégio de Nova Jérsei, que mais tarde se tornaria a Universidade de Princeton, pois eles estavam começando a perceber que o treinamento especializado em teologia exigia mais atenção do que podiam dar. A Assembleia Geral da Igreja Presbiteriana estabeleceu o Theological Seminary em Princeton, Nova Jérsei, em 1812, com o apoio dos diretores do vizinho Colégio de Nova Jérsei (agora Princeton University), sendo então a segunda escola teológica de pós-graduação nos Estados Unidos. O Seminário continua sendo uma instituição da Igreja Presbiteriana (EUA), sendo o maior dos dez seminários teológicos afiliados à denominação de 1,6 milhão de membros. 

## Palestras fixas do seminário
Palestra e Prêmio Abraham Kuyper são realizada em abril. Em 2017, o Princeton Theological Seminary reverteu sua decisão de conceder o Prêmio Kuyper a Tim Keller depois que um grupo de ex-alunos expressou sua objeção à escolha devido a Keller pertencer a uma denominação (Igreja Presbiteriana nos Estados Unidos) que não ordena mulheres nem homossexuais praticantes, no entanto, o seminário permitiu que Keller proferisse a Palestra Kuyper sem receber o Prêmio Kuyper. 
A Palestra Alexander Thompson é realizada semestralmente em março.
As palestras Annie Kinkead Warfield são uma série de palestras que homenageiam a memória de Annie Kinkead Warfield, esposa de Benjamin Breckinridge Warfield, distinto professor de teologia no seminário de 1887 a 1921. Palestrantes ilustres anteriores incluem Karl Barth (1962), John Howard Yoder (1980), TF Torrance (1981) e Colin Gunton (1993). 